# Юго-Западный (жилмассив)
Юго-Западный — жилой массив в Ленинском районе города Новосибирска.
Жилой массив состоит из кварталов усадебной и многоэтажной застройки двух планировочных зон — Ерестнинской и Троллейной зоны, а также части многоэтажной застройки Западного планировочного района.
Усадебная застройка представлена частными индивидуальными домами, садоводческими и огородными хозяйствами. Многоэтажная застройка образована панельными домами высотой от 5 до 10 этажей. Встречаются единичные 16-этажные монолитные и кирпичные дома высотой от 12 до 14 этажей.

## Природные условия
Жилой массив расположен на месте Ерестнинской впадины. Ранее на этом месте было расположено болото с выходившими на поверхность грунтовыми водами. В 1980-х годах, в ходе подготовительного этапа к освоению территории под жилищное строительство, подразделением треста «Гидромеханизация» было намыто около 1 млн м³ грунта. В результате инженерных работ (выбора песка), строители, осушавшие болота, «докопались» до грунтовых вод, после чего котлован стал заполняться водой. Так появился искусственный пруд, глубиной 18 м и общей площадью около 80 га.
Водоём, именуемый сейчас озером Раздольным, имеет форму, напоминающую бумеранг. В настоящее время в нём водятся лососевые и карповые, разведением которых занимается «Горское рыболовное хозяйство». В зимнее время водоём используется для проведения любительских заездов по ралли-спринту, а в летнее — в качестве места отдыха и купания. Хотя, по мнению спасателей, водоём является одним из наиболее опасных мест: его глубина превышает 30 метров, что делает купание небезопасным. Простой отдых же здесь считается абсолютно безопасным. Основные посетители водоёма — местные жители, а также жители Троллейного, Западного жилмассивов и города Обь. В хорошую погоду каждый день их может собираться до 1,5 тысяч человек.
К 120-летию города (2013 год), городские власти пообещали облагородить территорию вокруг котлована и почистить его берега. Здесь должно появиться место для отдыха: с пляжем, со спортивной и парковочной зонами. Также появятся площадки для игр (пляжный футбол и волейбол), аттракционы и туалеты.
В 2020 году был предложен новый план облагорожения территории озера.

## Застройка

### Проектные работы
Проект планировки и комплексного освоения территории района разработан в архитектурно-планировочной мастерской № 2 института «Новосибгражданпроект». Разработкой проекта занималась группа архитекторов и инженеров проектного учреждения — Е. Б. Нагорская, Л. А. Чавдарова, В. И. Жуков, И. Б. Волкова, Т. С. Семёнова.
В 1977 году составлен проект первой очереди жилого массива на 30 тысяч человек. Проект предусматривал застройку намывных территорий быстросборными панельными домами высотой от 9 до 12 этажей. Хотя большая часть домов — девятиэтажные. К декабрю 1981 года все проектные работы по Юго-Западному жилому району были завершены. В перспективе в южной части Юго-Западного планировалось построить не только пяти- и девятиэтажные, но и шестнадцатиэтажные дома.

### Начало освоения района
Массовая застройка начата трестом «Главновосибирскстрой» в начале 1980-х годов. Основную часть строящихся домов составляли 9-этажные крупнопанельные дома типовых  серий 97 и 1-464Д. Наряду с девятиэтажной застройкой, строились типовые 5-этажные панельные жилые дома серии 1-468. В ходе дальнейшего освоения территории в южной части района предполагалось возвести жилые дома высотой в 16 этажей.
Строительно-монтажными, отделочными работами, а также выпуском панелей для строящихся домов занимались подразделения треста — Домостроительный комбинат № 1 и завод крупнопанельного домостроения № 6. Уже в ноябре 1982 года первые 400 семей получают жильё в новых домах. С благоустройством и с отделкой домов были и свои проблемы. Так у ДСК-1, а также у трестов «Новосибирскжилстрой-1» и «Новосибирскжилстрой-2» из-за неритмичности сдачи объектов и ввода домов в конце года, когда работать было невозможно, дома (около 180 шт.) оставались с невыполненным или незавершённым благоустройством, а также оставались жилые дома (около 60 шт.) с незаконченной отделкой фасадов.
В составе пусковых объектов на 1983 год значились: детский сад, магазин продовольственных товаров, а также водосбросный коллектор. Последний должен был обеспечивать сбор подземных вод из дренажных сетей и подвалов и дальнейший сброс в реку Тула. Этим должен был поддерживаться уровень воды в созданном водоёме. План по жилью на 1983 год предполагал ввод в эксплуатацию 100 тыс. м². Однако из-за проблем со снабжением и некомплектностью объектов возведение жилья отставало от намеченного графика.

### Современная застройка
В дальнейшем, уже в меньших масштабах, строительство велось другими застройщиками. В частности, в середине 1990-х годов по улице Троллейная введены в эксплуатацию два одноподъездных 16-этажных монолитных дома.
Начиная с конца 1990-х годов застройка Юго-Западного перемещается на прибрежную зону озера. Первым освоенным участком стала территория, ограниченная водоёмом и улицами Связистов и Танкистов. Здесь были возведены отдельностоящие и многосекционные дома (из ряда кирпичных и крупнопанельных блок-секций) высотой от 10 до 14 этажей.
С середины 2000-х годов ведётся освоение другого прибрежного участка — микрорайона «У озера». Микрорайон представлен кирпичными домами малой и средней этажности. В 2017 году было начато строительство «ЖК Лето», а в 2021 году — «ЖК Азимут». 

## 50-летие
На 50 летие жилмассива был проведён праздник длившийся несколько часов. Он был проведён на Бульваре победы. Праздник завершился 5-минутным салютом. Также выступали музыкальные и танцевальные коллективы,например «Рви-меха!-Оркестр» (в качестве хедлайнеров), или коллективы «ДШИ № 18».

## Инфраструктура

### Улицы
Улицы микрорайона: 9-й Гвардейской Дивизии, Волховская, Курганская, Полтавская, Связистов, Олёкминская, Троллейная, Ударная, Александры Плотниковой, Пермская, Кирзаводская, Ивана Севастьянова.

### Транспорт
На Юго-Западный можно добраться автобусом (№ 29, 9, 79) и трамваем (№ 10, 15, 16, 18). Также туда можно попасть со стороны ул. Троллейная на автобусе (№ 28, 64, 101 и др.) и маршрутном такси (№ 29, 29а, 303, 323)

### Образование
На территории жилого района расположены 4 общеобразовательных учреждения (№ 50, 129, 188 и информационно-экономический лицей), 4 детских сада (№ 443, № 465, № 481, № 369), два детских дома (№ 7, № 13), школа искусств и центр детского творчества. На улице 9-й Гвардейской дивизии расположена детско-юношеская спортивная школа им. Александра Карелина.

### Здравоохранение
По улице Связистов расположена городская поликлиника № 24, а по улице 9-й Гвардейской дивизии — Детский санаторий для лечения туберкулёза всех форм № 2 при Государственной областной Новосибирской туберкулёзной больнице. Внутри микрорайона действует сеть аптек и аптечных пунктов.

### Культура

#### Аквапарк
7 ноября 2007 года с участием мэра г. Новосибирска был заложен первый камень крытого аквапарка на 13 горок общей площадью 19 тыс. м². По проекту, помимо аквапарка, в состав объекта досуга входили также гостиница и киноцентр. Культурный объект общей площадью 28 тыс. м² должен был расположиться вблизи озера — на пересечении улиц Связистов и Волховской. Объём инвестиций должен был составить около 1,34 млрд рублей. Проект предполагал сдачу объекта в 2009 году. С наступлением финансового кризиса проект был закрыт. Впоследствии аквапарк был построен в другом месте, вблизи Дмитровского моста.

#### Бульвар Победы
В 1985 году в честь 40-летия победы в Великой Отечественной войне открыт пешеходный бульвар Победы. В 2007 году на бульваре был установлен танк Т-34, а в 2008 году открыт 10-метровый фонтан. Вскоре был установлен танк БРМ-1К. В дальнейшем предполагается оснастить бульвар артиллерийским орудием. В 2023 году на одном из концов бульвара вместо детской площадки были высажены деревья и различные растения.

### Торговля
Торговля обеспечивается расположенными на территории жилого района супермаркетами, микрорынком и многими мелкими продуктовыми магазинами и киосками. В шаговой доступности действует открывшийся в 2008 году крупный ТРЦ «Континент». В жилмассиве есть один гипермаркет сети «Лента», а также еще один в шаговой доступности. На территории жилмассива работает множество супермаркетов.